# Octriptilina
Octriptilina (SC-27,123) é um antidepressivo tricíclico (abreviados na literatura como TCA, do inglês tricyclic antidepressant) que nunca foi comercializado.GB 1406481.